# Mika Brzezinski
Mika Emilie Leonia Brzezinski (/ˈmiːkə bzəˈzɪnski/; 2 de mayo de 1967) es una presentadora de televisión estadounidense, escritora, activista, y comentarista política. Brzezinski coanima el programa matinal Morning Joe de MSNBC con su prometido y exparlamentario republicano Joe Scarborough. Es hija de Zbigniew Brzezinski, asesor de seguridad nacional del presidente Jimmy Carter y consejero del presidente Lyndon B. Johnson.

## Biografía
Brzezinski nació en Nueva York, y es hija del polaco experto en política internacional y exasesor de seguridad nacional Zbigniew Brzezinski y de la escultora suiza Emilie Anna Benešová. Su madre, descendiente checa, es sobrinanieta del expresidente checo Edvard Beneš. Su padre enseñaba en la Universidad de Columbia cuándo nació, pero la familia se trasladó a McLean, Virginia, cerca de Washington D. C., a fines de 1976, cuando su padre fue nombrado secretario de Seguridad Nacional por el reelegido Jimmy Carter.
Su hermano, Mark Brzezinski, es un diplomático y fue embajador de Estados Unidos en Suecia de 2011 a 2015. Otro hermano, Ian Brzezinski, es experto militar . Es también prima hermana del autor Matthew Brzezinski.

## Publicaciones
Ha escrito dos libros. El primero fue una memoria, All Things at Once, publicado por Weinstein Books en enero de 2010.
En 2011, escribió Knowing Your Value: Women, Money and Getting What You're Worth (Weinstein Books). Contada como su historia personal, el libro trata sobre las mujeres y las negociaciones financieras. Incluye consejos para negociar salarios y paquetes de compensación.